# Hari Singh
Hari Singh. (Jammu, 1895-1961). Nació en el Palacio de Amar Mahal, estado principesco de Jammu. 
Fue el único hijo sobreviviente del General Raja Sir Amar Singh (14 de enero de 1864 - 26 de marzo de 1909), hijo mayor del General Maharajadhiraj Sri Sir Ranbir Singh y hermano del Teniente-General Maharaja dhiraj Sri Sir Pratap Singh,  Maharaja de Jammu y Cachemira.
Su primera educación la obtuvo en Mayo College de Ajmer, donde fue enviado a los 13 años.
En 1909 ingresó a su entrenamiento militar en el Cuerpo de Cadetes, y ya para cuando tenía 20 años era comandante en jefe del ejército de Jammu y Cachemira. Tras la muerte de su tío, Partab Singh (1925) ascendió al trono del principado. 
Su administración fue hostil hacia el Congreso Nacional Indio, se opuso también a la Liga Musulmana, estableciendo desde entonces el interés de mantener la independencia del principado. Sin embargo, en 1947 debió solicitar auxilio a India para defenderse de una invasión pakistaní en el intento de ampliar sus fronteras, en un territorio con un 75% de musulmanes.
Dimitió al gobierno en 1949, siendo sucedido por su hijo Yuvraj, conocido entonces como Karan Singh y se retiró de la vida política y militar hasta su muerte en 1961.
| Predecesor: Partab Singh | Maharaja de Jammu y Cachemira 1925-1949 | Sucesor: Karan Singh |

- Datos: Q12446053
- Multimedia: Hari Singh / Q12446053